# Плей-оф Світової групи Кубка Федерації 2007
Плей-оф Світової групи Кубка Федерації 2007 — жіночі тенісні матчі між чотирма збірними, що програли в першому раунді змагань Світової групи, і чотирма збірними, що перемогли в матчах Світової групи II. Збірні, що перемогли в цих матчах, одержали право на участь у змаганнях Світової групи 2008, а ті, що зазнали поразки, долучилися до Світової групи II 2008.

## Австрія — Ізраїль
| Австрія AUT 1 | ATZ Linz, Лінц (Австрія) 14–15 липня 2007 Червоний ґрунт (відкритий) | ATZ Linz, Лінц (Австрія) 14–15 липня 2007 Червоний ґрунт (відкритий) | Ізраїль ISR 4 |     |   |  |
| \| \| \| \| 1 \| 2 \| 3 \| \| \| - \| --------------- \| ---------------------------------------------------------- \| --- \| --- \| - \| \| \| 1 \| Австрія Ізраїль \| Таміра Пашек Шахар Пеєр \| 4 6 \| 4 6 \| \| \| \| 2 \| Австрія Ізраїль \| Івонн Мейсбургер Ципора Обзилер \| 3 6 \| 1 6 \| \| \| \| 3 \| Австрія Ізраїль \| Івонн Мейсбургер Шахар Пеєр \| 3 6 \| 1 6 \| \| \| \| 4 \| Австрія Ізраїль \| Мелані Клаффнер Юлія Глушко \| 6 4 \| 6 3 \| \| \| \| 5 \| Австрія Ізраїль \| Мелані Клаффнер / Таміра Пашек Ципора Обзилер / Шахар Пеєр \| 3 6 \| 1 6 \| \| \| |                                                                      |                                                                      |               |     |   |  |
| |                                                                      |                                                                      | 1             | 2   | 3 |  |
| 1 | Австрія Ізраїль                                                      | Таміра Пашек Шахар Пеєр                                              | 4 6           | 4 6 |   |  |
| 2 | Австрія Ізраїль                                                      | Івонн Мейсбургер Ципора Обзилер                                      | 3 6           | 1 6 |   |  |
| 3 | Австрія Ізраїль                                                      | Івонн Мейсбургер Шахар Пеєр                                          | 3 6           | 1 6 |   |  |
| 4 | Австрія Ізраїль                                                      | Мелані Клаффнер Юлія Глушко                                          | 6 4           | 6 3 |   |  |
| 5 | Австрія Ізраїль                                                      | Мелані Клаффнер / Таміра Пашек Ципора Обзилер / Шахар Пеєр           | 3 6           | 1 6 |   |  |

## Бельгія — Китай
| Бельгія BEL 1 | Knokke Zoute Tennisclub, Knokke-Heist (Бельгія) 14–15 липня 2007 Червоний ґрунт (відкритий) | Knokke Zoute Tennisclub, Knokke-Heist (Бельгія) 14–15 липня 2007 Червоний ґрунт (відкритий) | КНР CHN 4 |       |     |  |
| \| \| \| \| 1 \| 2 \| 3 \| \| \| - \| ----------- \| ----------------------------------------------------- \| ---- \| ----- \| --- \| \| \| 1 \| Бельгія КНР \| Деббріх Фейс Сунь Тяньтянь \| 4 6 \| 2 6 \| \| \| \| 2 \| Бельгія КНР \| Яніна Вікмаєр Янь Цзи \| 7 5 \| 79 67 \| \| \| \| 3 \| Бельгія КНР \| Яніна Вікмаєр Сунь Тяньтянь \| 4 6 \| 3 6 \| \| \| \| 4 \| Бельгія КНР \| Тамарін Гендлер Янь Цзи \| 63 7 \| 6 2 \| 6 8 \| \| \| 5 \| Бельгія КНР \| Деббріх Фейс / Од Вермузен Цзи Чуньмей / Сунь Шеннань \| 2 6 \| 1 6 \| \| \| |                                                                                             |                                                                                             |           |       |     |  |
| |                                                                                             |                                                                                             | 1         | 2     | 3   |  |
| 1 | Бельгія КНР                                                                                 | Деббріх Фейс Сунь Тяньтянь                                                                  | 4 6       | 2 6   |     |  |
| 2 | Бельгія КНР                                                                                 | Яніна Вікмаєр Янь Цзи                                                                       | 7 5       | 79 67 |     |  |
| 3 | Бельгія КНР                                                                                 | Яніна Вікмаєр Сунь Тяньтянь                                                                 | 4 6       | 3 6   |     |  |
| 4 | Бельгія КНР                                                                                 | Тамарін Гендлер Янь Цзи                                                                     | 63 7      | 6 2   | 6 8 |  |
| 5 | Бельгія КНР                                                                                 | Деббріх Фейс / Од Вермузен Цзи Чуньмей / Сунь Шеннань                                       | 2 6       | 1 6   |     |  |

## Японія — Німеччина
| Японія JPN 2 | Sky Hall Toyota, Тойота (Японія) 14–15 липня 2007 Taraflex (закритий) | Sky Hall Toyota, Тойота (Японія) 14–15 липня 2007 Taraflex (закритий)   | Німеччина GER 3 |     |     |  |
| \| \| \| \| 1 \| 2 \| 3 \| \| \| - \| ---------------- \| ----------------------------------------------------------------------- \| --- \| --- \| --- \| \| \| 1 \| Японія Німеччина \| Еріка Такао Татьяна Малек \| 4 6 \| 3 6 \| \| \| \| 2 \| Японія Німеччина \| Моріта Аюмі Анджелік Кербер \| 4 6 \| 6 4 \| 7 5 \| \| \| 3 \| Японія Німеччина \| Еріка Такао Анджелік Кербер \| 6 3 \| 6 2 \| \| \| \| 4 \| Японія Німеччина \| Моріта Аюмі Татьяна Малек \| 4 6 \| 3 6 \| \| \| \| 5 \| Японія Німеччина \| Фудзівара Ріка / Томоко Йонемура Анна-Лена Гренефельд / Андреа Петкович \| 3 6 \| 4 6 \| \| \| |                                                                       |                                                                         |                 |     |     |  |
| |                                                                       |                                                                         | 1               | 2   | 3   |  |
| 1 | Японія Німеччина                                                      | Еріка Такао Татьяна Малек                                               | 4 6             | 3 6 |     |  |
| 2 | Японія Німеччина                                                      | Моріта Аюмі Анджелік Кербер                                             | 4 6             | 6 4 | 7 5 |  |
| 3 | Японія Німеччина                                                      | Еріка Такао Анджелік Кербер                                             | 6 3             | 6 2 |     |  |
| 4 | Японія Німеччина                                                      | Моріта Аюмі Татьяна Малек                                               | 4 6             | 3 6 |     |  |
| 5 | Японія Німеччина                                                      | Фудзівара Ріка / Томоко Йонемура Анна-Лена Гренефельд / Андреа Петкович | 3 6             | 4 6 |     |  |

## Іспанія — Чехія
| Іспанія ESP 4 | Club de Tenis Llafranc, Палафружель (Іспанія) 14–15 липня 2007 Червоний ґрунт (відкритий) | Club de Tenis Llafranc, Палафружель (Іспанія) 14–15 липня 2007 Червоний ґрунт (відкритий) | Чехія CZE 1 |     |     |  |
| \| \| \| \| 1 \| 2 \| 3 \| \| \| - \| ------------- \| --------------------------------------------------------------------------------- \| ----- \| --- \| --- \| \| \| 1 \| Іспанія Чехія \| Анабель Медіна Гаррігес Івета Бенешова \| 79 67 \| 2 6 \| 6 1 \| \| \| 2 \| Іспанія Чехія \| Нурія Льягостера Вівес Луціє Шафарова \| 1 6 \| 2 6 \| \| \| \| 3 \| Іспанія Чехія \| Анабель Медіна Гаррігес Луціє Шафарова \| 6 3 \| 6 2 \| \| \| \| 4 \| Іспанія Чехія \| Лурдес Домінгес Ліно Івета Бенешова \| 6 2 \| 4 6 \| 6 3 \| \| \| 5 \| Іспанія Чехія \| Нурія Льягостера Вівес / Вірхінія Руано Паскуаль Петра Квітова / Барбора Стрицова \| 6 4 \| 6 1 \| \| \| |                                                                                           |                                                                                           |             |     |     |  |
| |                                                                                           |                                                                                           | 1           | 2   | 3   |  |
| 1 | Іспанія Чехія                                                                             | Анабель Медіна Гаррігес Івета Бенешова                                                    | 79 67       | 2 6 | 6 1 |  |
| 2 | Іспанія Чехія                                                                             | Нурія Льягостера Вівес Луціє Шафарова                                                     | 1 6         | 2 6 |     |  |
| 3 | Іспанія Чехія                                                                             | Анабель Медіна Гаррігес Луціє Шафарова                                                    | 6 3         | 6 2 |     |  |
| 4 | Іспанія Чехія                                                                             | Лурдес Домінгес Ліно Івета Бенешова                                                       | 6 2         | 4 6 | 6 3 |  |
| 5 | Іспанія Чехія                                                                             | Нурія Льягостера Вівес / Вірхінія Руано Паскуаль Петра Квітова / Барбора Стрицова         | 6 4         | 6 1 |     |  |